# Indira Nascimento
Indira Nascimento (São Paulo, 27 de julho de 1990) é uma atriz e apresentadora brasileira.

## Carreira
Indira começou a carreira na comunicação, como repórter, e só depois migrou para a vida artística, onde passou a atuar em peças de teatro em 2014. Suas primeiras aparições foram em curtas-metragens como Goods, Olho Nu e De Jangada, a Maresia. Em 2019, entrou para o elenco recorrente da terceira temporada da série de televisão brasileira 3%, da Netflix, como Regiane, e gravou uma participação na série Rotas de Ódio. Em 2020, gravou o filme franco-brasileiro Cidade Pássaro, longa exibido no Festival Internacional de Berlim. Também se tornou apresentadora do canal Like, da Claro TV+, ao lado de Hugo Bonemer, Maytê Piragibe e Anne Braune. Em 2021, Indira entrou para o elenco da série Os Ausentes, do HBO Max.
No mesmo ano, Indira estreou nas telenovelas ao interpretar à aspirante a escritora Janine Jardim em Um Lugar ao Sol, trabalho que marcou sua estreia na Rede Globo. Na trama, Janine é uma mulher humilde com o sonho de ser escritora, porém sofre com as humilhações e armações da antagonista Bárbara, personagem de Alinne Moraes. Com a boa repercussão da personagem, um ano depois, Indira foi escalada para interpretar a advogada Laís Monteiro em Travessia, sócia do escritório de advocacia de Stênio (Alexandre Nero), que enfrenta a dependência digital e a rebeldia dos filhos. Ainda em 2022, Indira gravou o drama psicológico Tinnitus, ao lado de Joana de Verona e Andre Guerreiro Lopes; e o distópico Medida Provisória, dirigido por Lázaro Ramos e estrelado por Taís Araújo, Alfred Enoch e Seu Jorge. Em 2025, Indira estará no elenco do remake de Dona Beja, adaptação da telenovela homônima de 1986 da Rede Manchete, adaptada pelo serviço de streaming Max, onde irá contracenar com grandes nomes como Grazi Massafera, David Junior, Bianca Bin, Deborah Evelyn, entre outros.

## Vida pessoal
Em fevereiro de 2024, Indira assumiu publicamente seu relacionamento com a atriz e cantora Lucy Alves, com quem trabalhou em Travessia. Em agosto do mesmo ano, as duas anunciaram o fim do namoro nas redes sociais.

## Filmografia

### Televisão
| Ano           | Obra            | Personagem              | Notas                 |
| ------------- | --------------- | ----------------------- | --------------------- |
| 2015          | Positivos       | Mariana                 | Participação especial |
| 2019          | 3%              | Regiane                 | Papel recorrente      |
| 2019          | Rotas do Ódio   | Águeda                  | Participação especial |
| 2020–presente | Like            | Apresentadora           |                       |
| 2021          | Os Ausentes     | Tai                     | Papel principal       |
| 2021–2022     | Um Lugar ao Sol | Janine Jardim           | [ 15 ] [ 16 ]         |
| 2022–2023     | Travessia       | Drª. Laís Monteiro      | [ 17 ]                |
| 2026          | Dona Beja       | Maria Felizardo Sampaio | [ 18 ]                |

### Cinema
| Ano  | Obra                  | Personagem        | Notas          |
| ---- | --------------------- | ----------------- | -------------- |
| 2015 | Olho Nu               | Justice           | Curta-metragem |
| 2017 | De Jangada, a Maresia | Dora / Ofélia     | Curta-metragem |
| 2017 | Goods                 |                   | Curta-metragem |
| 2020 | Cidade Pássaro        | Emília Nascimento |                |
| 2022 | Tinnitus              | Luísa Nascimento  |                |
| 2022 | Manhã de Domingo      |                   | Curta-metragem |
| 2022 | Medida Provisória     | Eva               |                |
| 2024 | Malês                 | Edum              | [ 19 ]         |

## Prêmios e indicações
| Ano  | Associações                   | Categoria             | Nomeações | Resultado |
| ---- | ----------------------------- | --------------------- | --------- | --------- |
| 2024 | Festival Sesc Melhores Filmes | Melhor Atriz Nacional | Tinittus  | Pendente  |